# 扁鰭平鰭鮠
扁鰭平鰭鮠，為輻鰭魚綱鯰形目平鰭鮠科的其中一種，為熱帶淡水魚，分布於非洲獅子山、幾內亞、象牙海岸、塞內加爾、尼日、甘比亞淡水流域，體長可達16.7公分，棲息在底層水域，生活習性不明，可做為觀賞魚。

## 擴展閱讀
維基物種上的相關：扁鰭平鰭鮠